# 菲泽尔考尧陶
菲泽尔考尧陶，是匈牙利包尔绍德-奥包乌伊-曾普伦州所辖的一个村。总面积11.45平方公里，总人口114，人口密度10.0人/平方公里（2011年1月1日）。